# Musée des Arts décoratifs et du Design
Pour les articles homonymes, voir Musée des arts décoratifs.
Le musée des Arts décoratifs et du Design (en abrégé, le MADD ou le MADD-Bordeaux) est un musée situé dans l'hôtel de Lalande, à Bordeaux, en France. À partir de 2023 le musée est fermé pour travaux et assure une programmation hors les murs jusqu'à la réouverture programmée en 2026.
Les collections du musée, mobilier, meubles portuaires, céramique, verrerie, orfèvrerie, instruments de musique et de mesure, miniatures, arts de la table ou objets de l'intime, constituent un exemple des arts décoratifs français, et en particulier bordelais, des XVIIIe et XIXe siècles. Elles sont aussi un témoignage sur l'histoire de Bordeaux, ville des Lumières et grand port de négoce au XVIIIe siècle.
Depuis 2013, le musée des Arts décoratifs et du Design, soutenue par l’équipe culturelle de la ville de Bordeaux, développe une programmation pour faire dialoguer arts décoratifs et design, et pour nourrir la diffusion culturelle et l'éducation en matière de design, associant économie et culture.

## Historique du musée
Le musée des Arts décoratifs et du Design de Bordeaux est installé dans l'hôtel de Lalande, hôtel particulier du XVIIIe siècle.

### Du «musée d’Art ancien» au «musée des Arts décoratifs et du Design»
En 1924, le corps de logis principal de l'hôtel de Lalande, propriété de la mairie, est libéré pour la création d'un « musée d’Art ancien ». L'hôtel a alors été remeublé dans le goût de la fin du XVIIIe siècle, proposant ainsi un aperçu vivant de l'art de vivre d'une classe sociale privilégiée, au moment de la Révolution française. Quelques séries d'objets d'art appartenant à la ville y sont installées. Le premier conservateur du musée est l'historien Paul Courteault. Le musée est fermé pendant la Seconde Guerre mondiale, puis réaménagé par le directeur des archives municipales Xavier Védère et ouvert le 2 juillet 1955 sous le nom de « musée des Arts décoratifs».   
Les services de police, relégués dans l'aile des communs à l'ouverture du musée d’Art ancien, quitteront définitivement l'hôtel de Lalande en 1964.   
En 2013, Constance Rubini, alors nommée à la direction du musée, sollicite le Haut Conseil des musées de France pour faire évoluer le nom en « musée des Arts décoratifs et du Design », afin de rendre visible la volonté de l'institution de devenir un important lieu de diffusion de la culture du design en France.   
En janvier 2023, le musée ferme temporairement aux publics pour permettre la réalisation d'importants travaux de rénovation. La réouverture est prévue au début de l'année 2026, avec une programmation hors les murs assurée pendant toute la durée de la fermeture.   

### Conservateurs et directeurs
Conservateurs/directeurs du musée :
- Paul Courteault, de 1924 à 1948 ;
- Xavier Védère de 1955 à 1972 ;
- Jacqueline Du Pasquier, de 1972 à 1999 ;
- Bernadette de Boysson, de 2000 à 2012 ;
- Constance Rubini, depuis 2013[6].

## L'hôtel de Lalande

### Histoire de l'hôtel

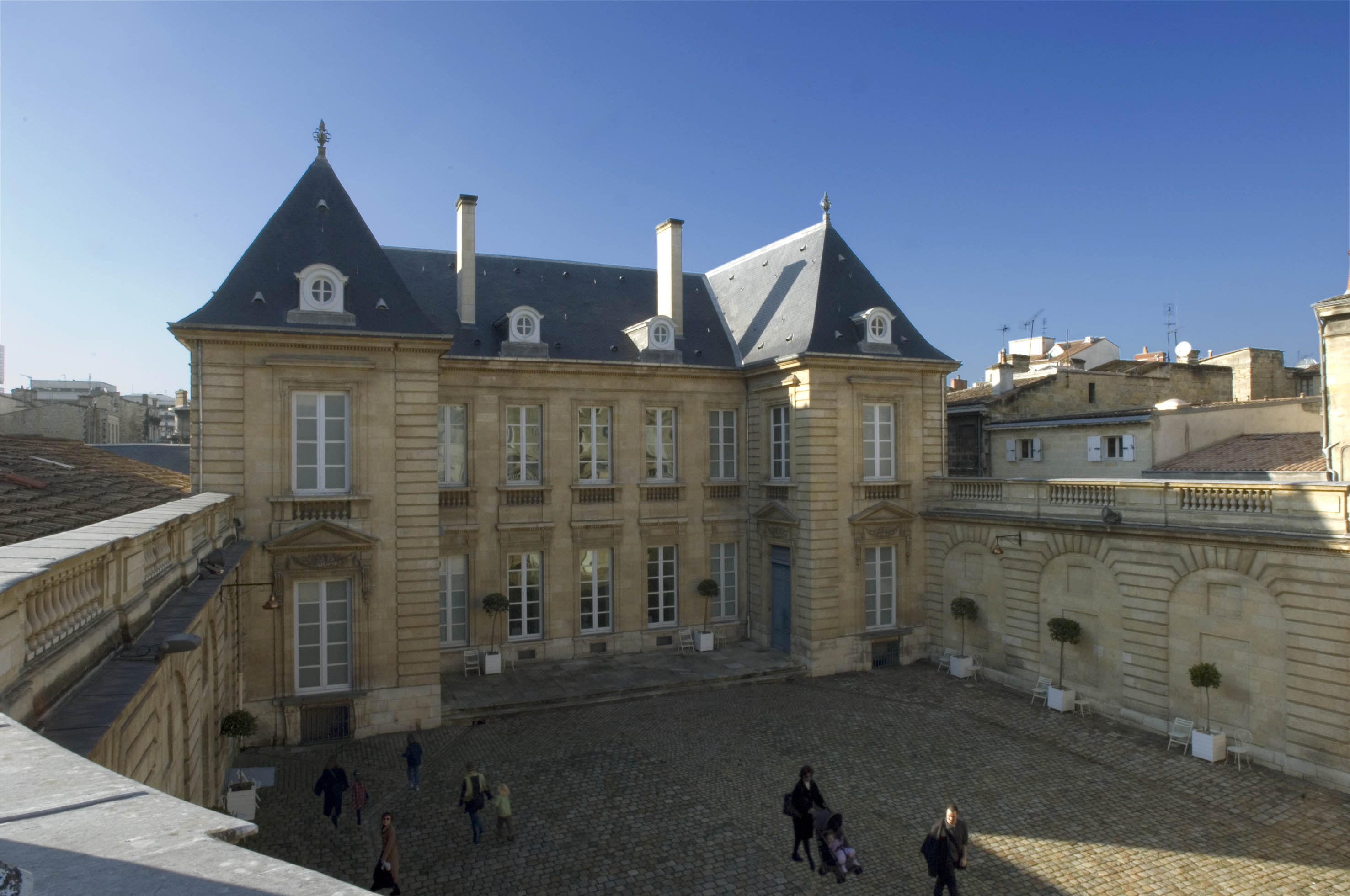
L'hôtel de Lalande et sa cour en demi-lune.

L'hôtel particulier fut bâti en 1778 par l’architecte Étienne Laclotte pour Pierre de Raymond de Lalande (1727-1787), conseiller au parlement de Bordeaux depuis 1747. Riche représentant de la noblesse de robe de Bordeaux, il possédait également, par son mariage avec Jeanne de Lalande-Gayon, dame d’Urtubie, de nombreux esclaves et de vastes plantations de café et de canne à sucre à Saint-Domingue. Les revenus de ces investissements placent les Lalande parmi les premières fortunes de Bordeaux. En 1787, Pierre de Raymond meurt et son fils Jean de Raymond sera guillotiné le 9 juillet 1794.
Sous le Consulat, les héritiers de Jean de Raymond de Lalande louent à la municipalité l'hôtel déserté depuis la Révolution. C'est tout d'abord l'administration centrale de l'octroi qui s'y installe. En 1808, lors du passage à Bordeaux de Napoléon sur la route de l'Espagne, l'Empereur est logé dans l'ancien palais de l'archevêché, tandis que son chef de cabinet et secrétaire d'état, Hugues Bernard Maret, duc de Bassano, est accueilli à l'hôtel de Lalande.
Mise en vente dès 1828, la propriété des héritiers Lalande changera plusieurs fois de mains au cours du XIXe siècle. L'hôtel est tout d'abord acheté par une riche créole de la Martinique, Madame Marthe Gabrielle Budan Asselin, qui possédait également sucrerie, plantation et esclaves à Saint-Domingue. Puis en 1839 par le négociant Jean-Baptiste Duffour Debarbe, qui lèguera ensuite ce bien à son fils, Lodi-Martin Duffour Dubergier, maire de Bordeaux de 1842 à 1848. Curieusement, ces différents propriétaires ne s'installent jamais dans la belle demeure et la louent au gouverneur de la 11e division militaire. À la mort de Duffour Dubergier en 1860, c'est le négociant Antoine Dalléas qui en devient propriétaire, jusqu'à ce que la Ville de Bordeaux acquière l'hôtel de Lalande en 1878 pour y placer les services de la police et des mœurs.
En 1885, à l'arrière de la parcelle, une prison municipale est construite sur l’emplacement du jardin de l’hôtel particulier selon les plans de l'architecte Marius Faget. Ce dépôt de sûreté destiné « aux marins français et étrangers pour faits commis contre la discipline et aux filles qui commettent des infractions aux règlements sur la morale et les bonnes mœurs » est mis en service en juin 1886. 
En 1924, le corps de logis principal de l'hôtel de Lalande est libéré pour la création d'un « musée d’Art ancien ». L'hôtel a alors été remeublé dans le goût de la fin du XVIIIe siècle, proposant ainsi un aperçu vivant de l'art de vivre d'une classe sociale privilégiée, au moment de la Révolution française. Quelques séries d'objets d'art appartenant à la ville y sont installées. Le premier conservateur du musée est l'historien Paul Courteault. Le musée est fermé pendant la Seconde Guerre mondiale, puis réaménagé par le directeur des archives municipales Xavier Védère et ouvert le 2 juillet 1955 sous le nom de « musée des Arts décoratifs».   
Les services de police, relégués dans l'aile des communs à l'ouverture du musée d’Art ancien, quittent définitivement l'hôtel de Lalande en 1964.   
En 2013, Constance Rubini, alors nommée à la direction du musée, sollicite le Haut Conseil des musées de France pour faire évoluer le nom en « musée des Arts décoratifs et du Design », afin de rendre visible la volonté de l'institution de devenir un important lieu de diffusion de la culture du design en France.

### Architecture

#### Extérieur
La porte cochère en bois avec heurtoir s'ouvre sur une grande cour pavée inscrite dans une demi-lune. 
Le corps de logis présente une façade à cinq travées centrales et trois niveaux : le rez-de-chaussée est légèrement surélevé, les combles sont couvertes d'un toit à deux versants et croupes d'ardoises.
Deux extrémités latérales en avant-corps forment les pavillons où sont logés les escaliers. Ils sont décorés de chaînes d'angle à refends, de frontons triangulaires à denticules et de guirlandes de feuilles de chêne retenues par des nœuds de ruban plissé encadrées par deux consoles à imbrications terminées par un effet de passementerie.

Un perron de deux marches donne un effet théâtral de scène.

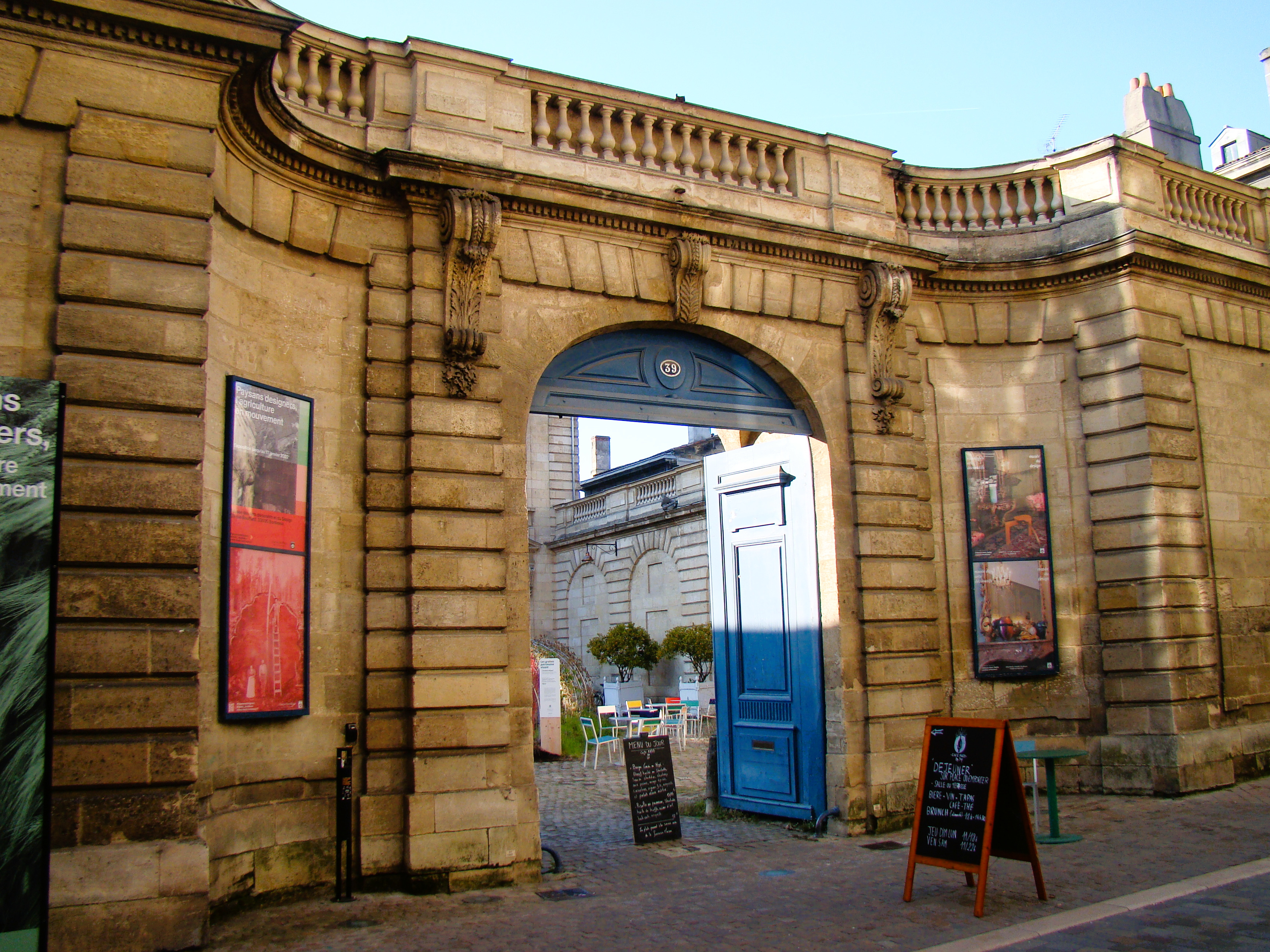
Porte cochère, rue Bouffard.
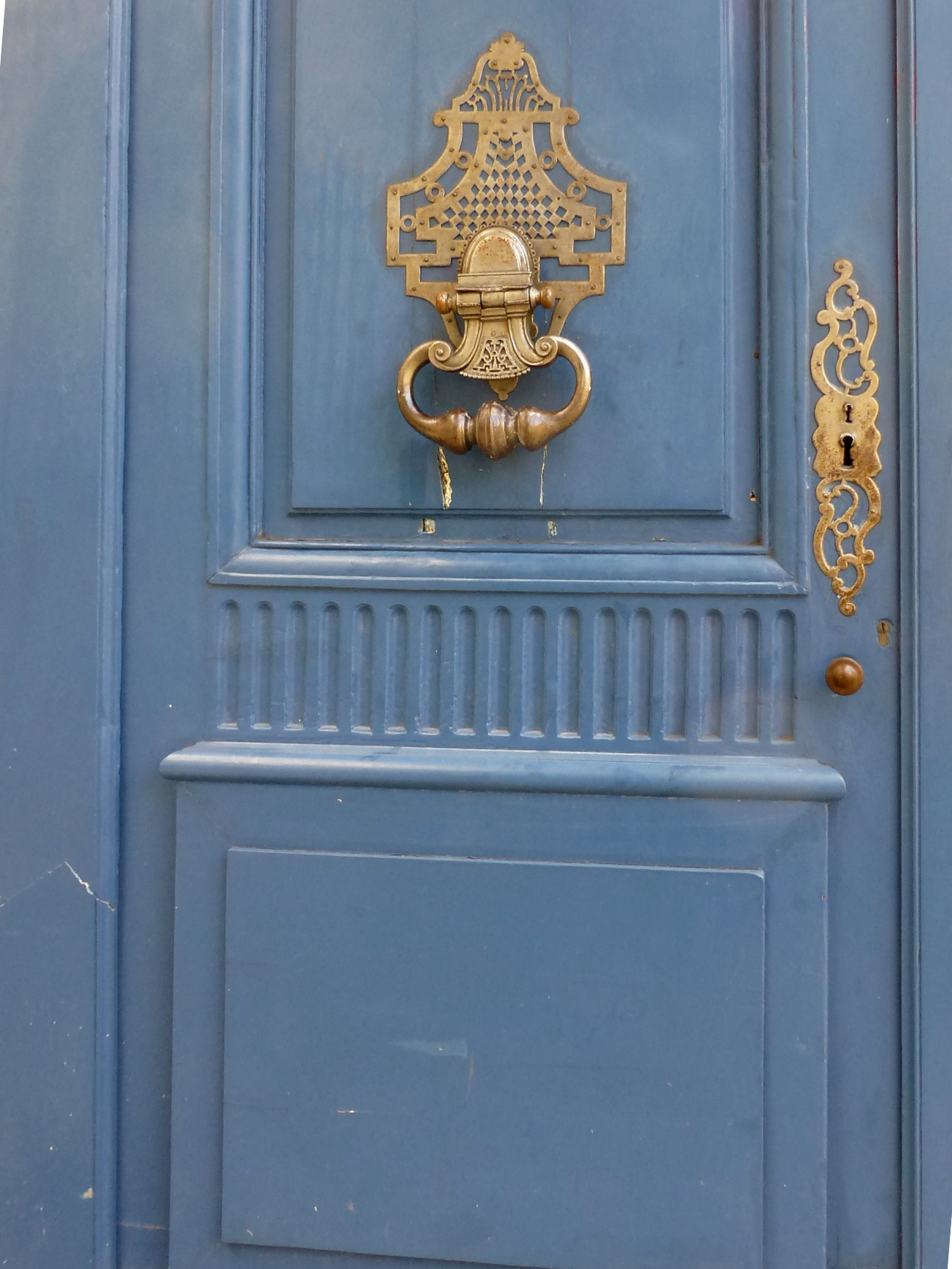
Vantail de la porte cochère.
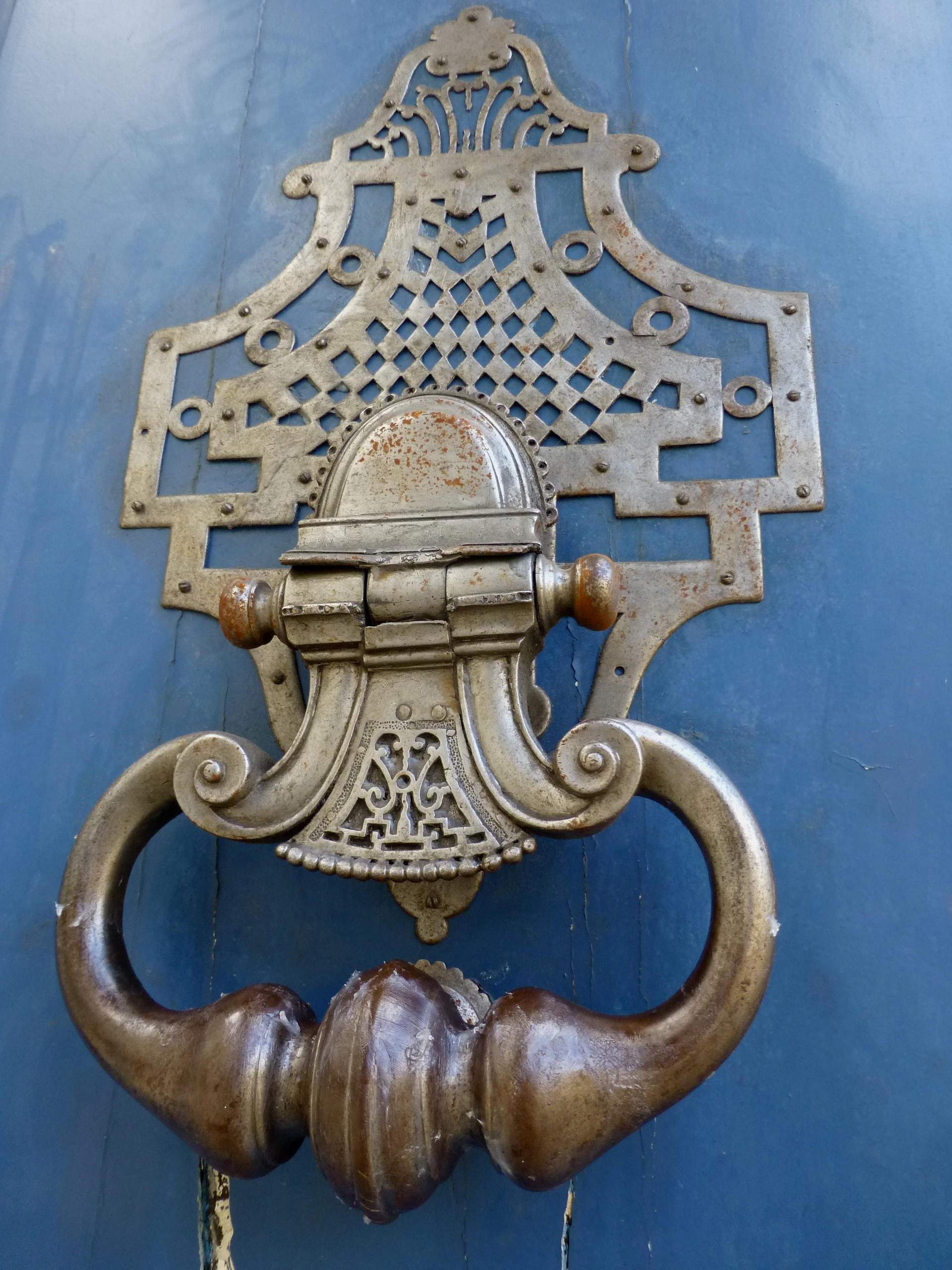
Heurtoir.
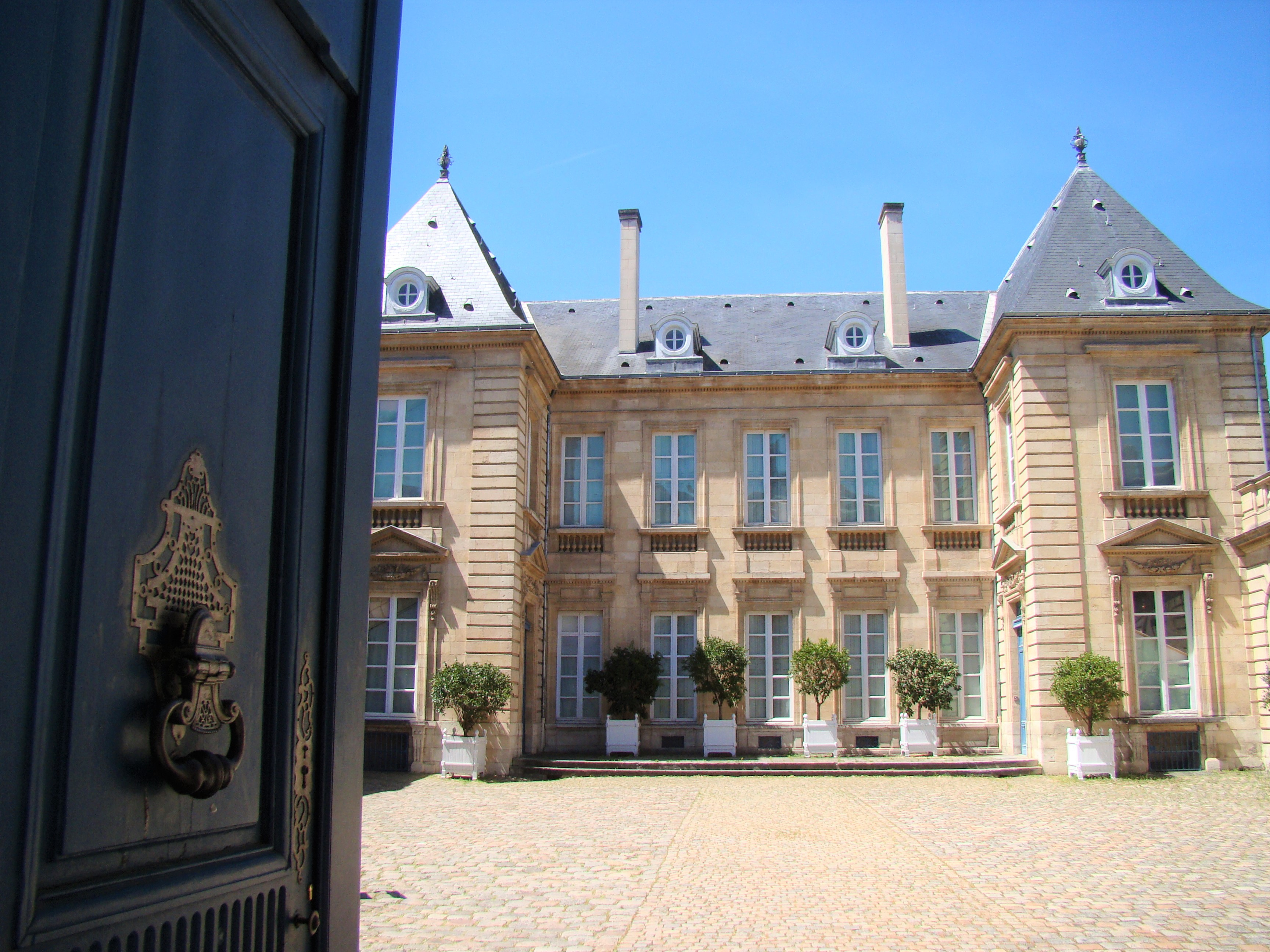
Façade du corps de logis.
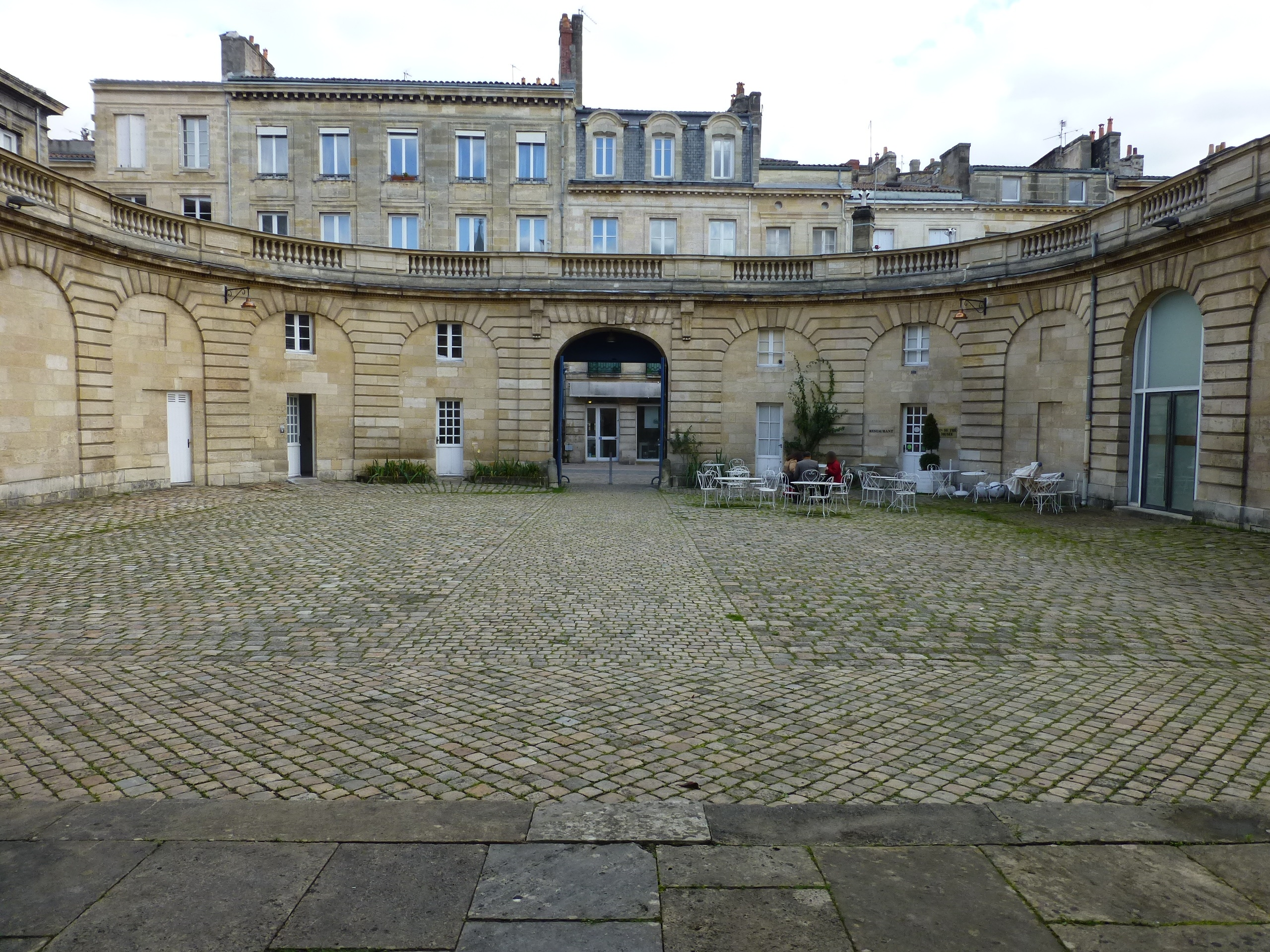
Cour intérieure en demi-lune.
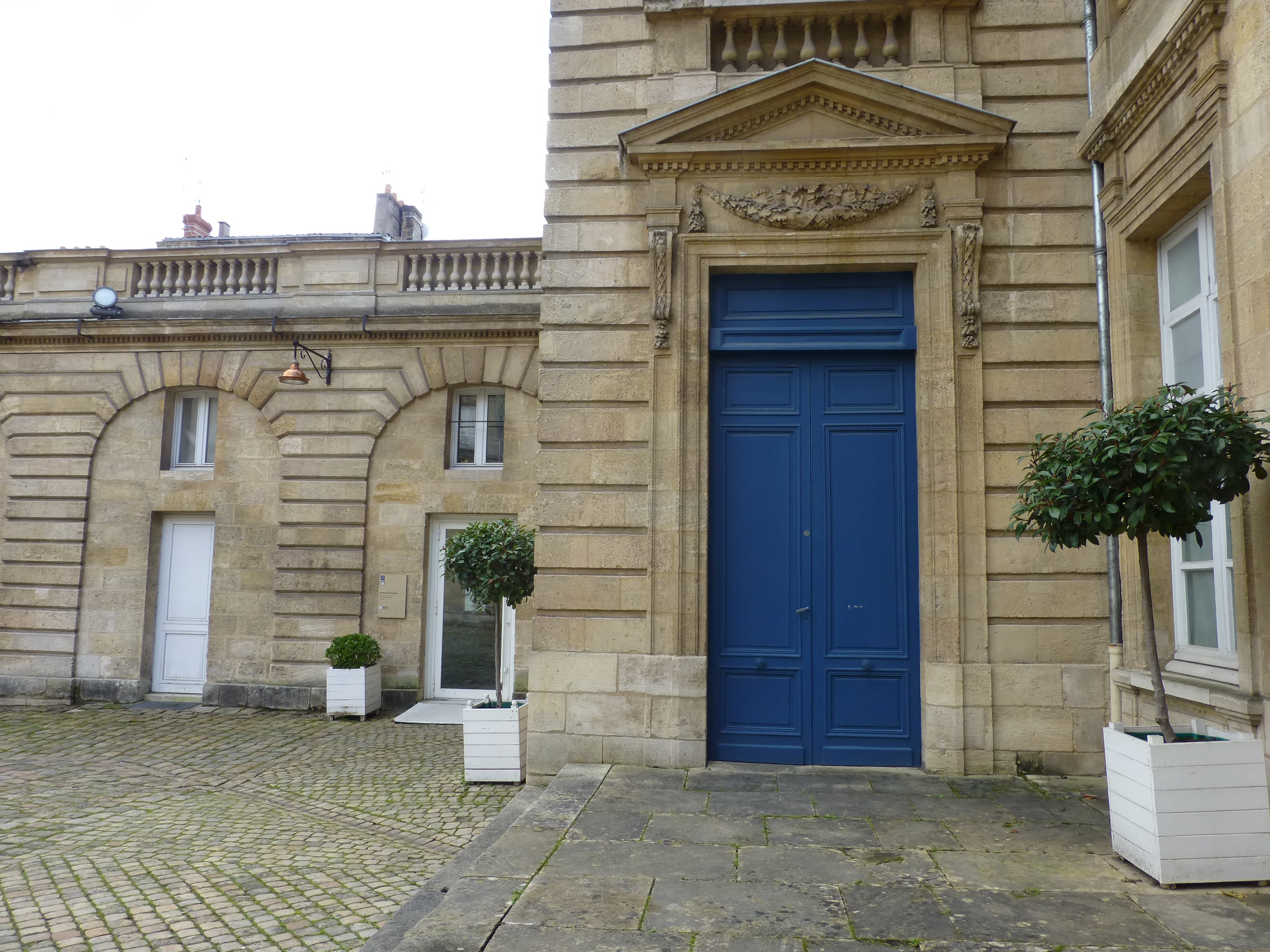
Entrée d'un pavillon.

#### Les boiseries de l'hôtel
À l'ouverture du musée d’Art ancien en 1924, le parti-pris muséographique choisi par le conservateur Paul Courteault fut de « restituer les intérieurs de l'époque à l'aide d'une importante collection de meubles et d'objets d'art ».
Les panneaux de boiserie de quatre salons d'hôtels particuliers bordelais du XVIIIe siècle qui avaient été démantelés, entassés et acquis par la ville de Bordeaux au début du XXe siècle, furent restaurés et réaménagés par l'architecte en chef Jacques d'Welles au premier étage de l'hôtel de Lalande.
Le salon Vert et le salon des Singeries proviennent de l'hôtel de Gascq, édifié en 1736 par le président au Parlement Antoine de Gascq, rue du Serpolet dans le quartier Saint-Pierre. Il « a donné un très beau salon Régence vert et or et un petit cabinet avec dessus-de-porte décorés de peintures représentant des jeux de singes ». La couleur verte d'origine a été retrouvée sous plusieurs repeints et badigeons. Les artistes anonymes qui ont réalisé meubles et boiseries ont réussi à reproduire dans le bois « la fluidité du mouvement des courbes et contre-courbes architecturales » caractéristiques du style rocaille.
Les boiseries du salon Jaune (ou chambre Jonquille) proviennent de l'hôtel particulier du négociant et raffineur de sucre Louis-Hyacinthe Dudevant. Situé 57 rue des Menuts, ce dernier a été transformé en école. De facture néoclassique et finement sculptées, les boiseries présentent des allégories du Commerce, des Sciences, des Arts et de l'Amour. Elles furent exécutées entre 1779 et 1780, sur les plans de Dudevant, par le menuisier Paul Lionais et le sculpteur Delabraise.
Le salon Bordelais, le plus noble et le vaste de l'étage, est entouré de boiseries provenant de l'hôtel du cordier et armateur Jean Ravezies (1745-1823). Dans un style Louis XVI tardif, des motifs d'athéniennes et de cassolettes fumantes alternent avec de frêles guirlandes de fleurs au naturel. Elles ont été achetées par la ville de Bordeaux en 1925.

L'objectif est de proposer au public une véritable mise en situation en donnant « au visiteur une idée satisfaisante d'un intérieur bordelais à l'époque Louis XVI, qui a marqué l'apogée de l'art décoratif du XVIIIe siècle ».

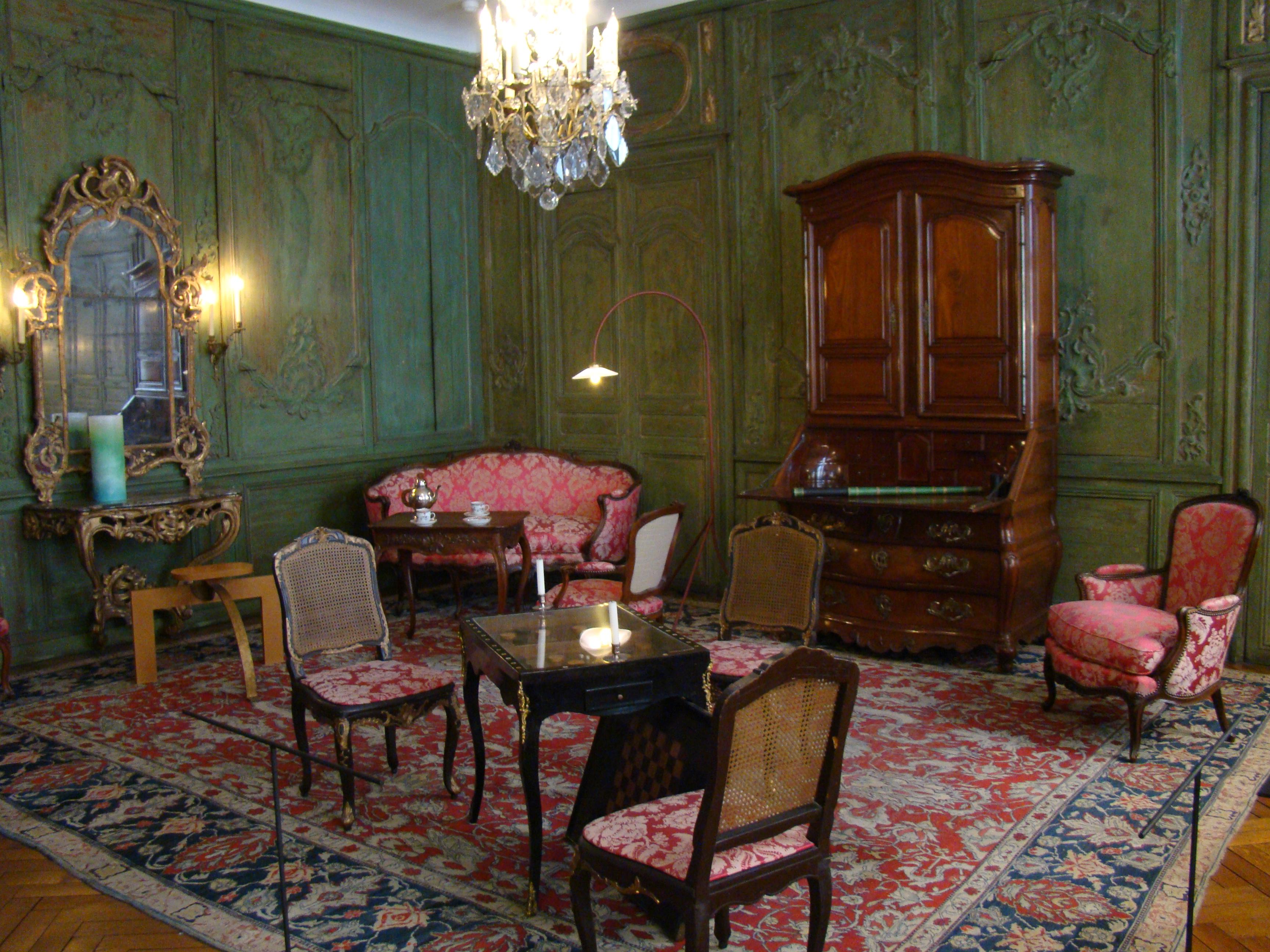
Salon de Gascq, avec ses lambris de style rocaille, réalisés vers 1750 et provenant de l'hôtel de Gascq.
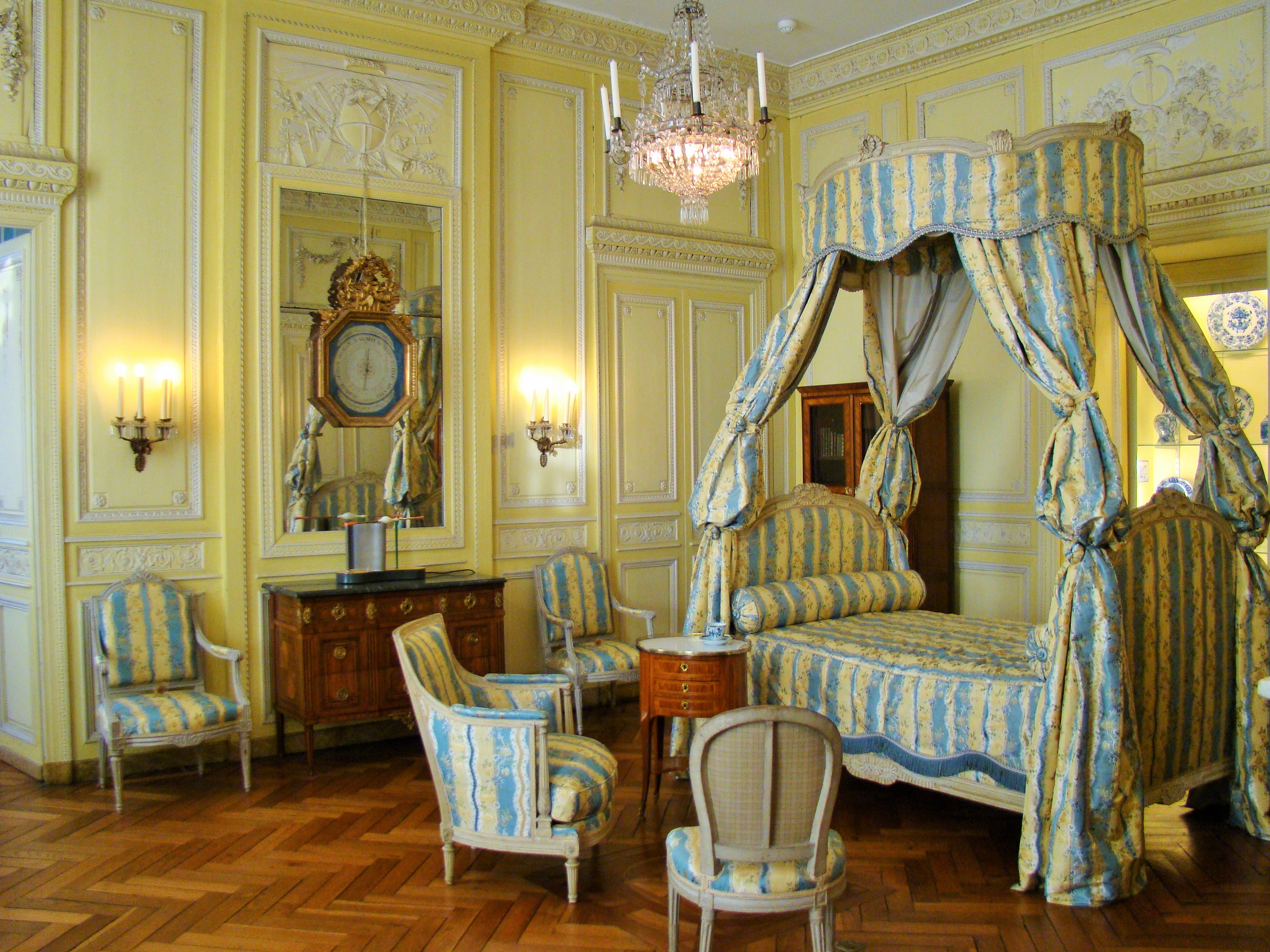
Chambre Jonquille, ancienne chambre de Mme de Lalande, avec les boiseries de l'hôtel Dudevant.
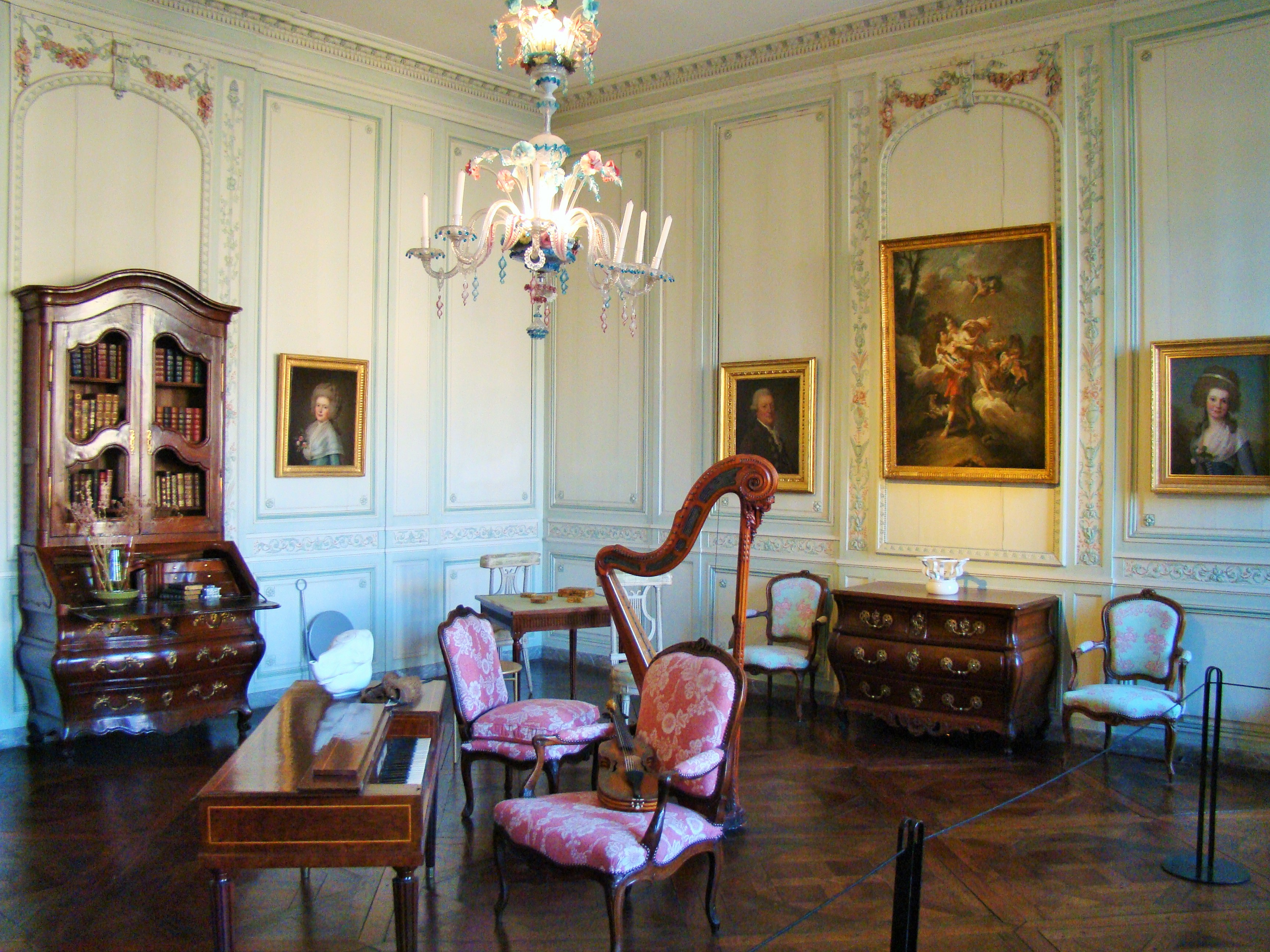
Le salon Bordelais, dont les boiseries de style Louis XVI proviennent de l'hôtel du cordier Ravezies.

### L'ancienne prison de la rue Boulan
En 1878, la municipalité de Bordeaux achète l'hôtel de Lalande, également appelé hôtel Dalleas. Le but est de transformer le corps de logis en caserne municipale, pour y installer le service de sureté et des mœurs ; et de construire, sur l'emplacement du jardin, « un dépôt de sûreté destiné aux marins français et étrangers pour faits commis contre la discipline et aux filles qui commettent des infractions aux règlements sur la morale et les bonnes mœurs ».  
La prison, construite selon les plans de l'architecte de la ville Marius Faget (1833-1916) est mise en service en juin 1886, et restera en activité jusqu'en 1964. En 1984, l'ancienne prison est réaménagée pour accueillir une salle d'animation, un service technique, et les réserves du musée avec notamment l'ajout de toitures métalliques sur les cinq anciennes cours. En 2016, l'espace de la prison est vidé de ses réserves afin d'étendre la surface du musée ouverte au public. En 2018 et après avoir été inscrit une première fois en 2016, l'hôtel de Lalande et l'ancienne prison municipale sont tous deux classés monuments historiques.

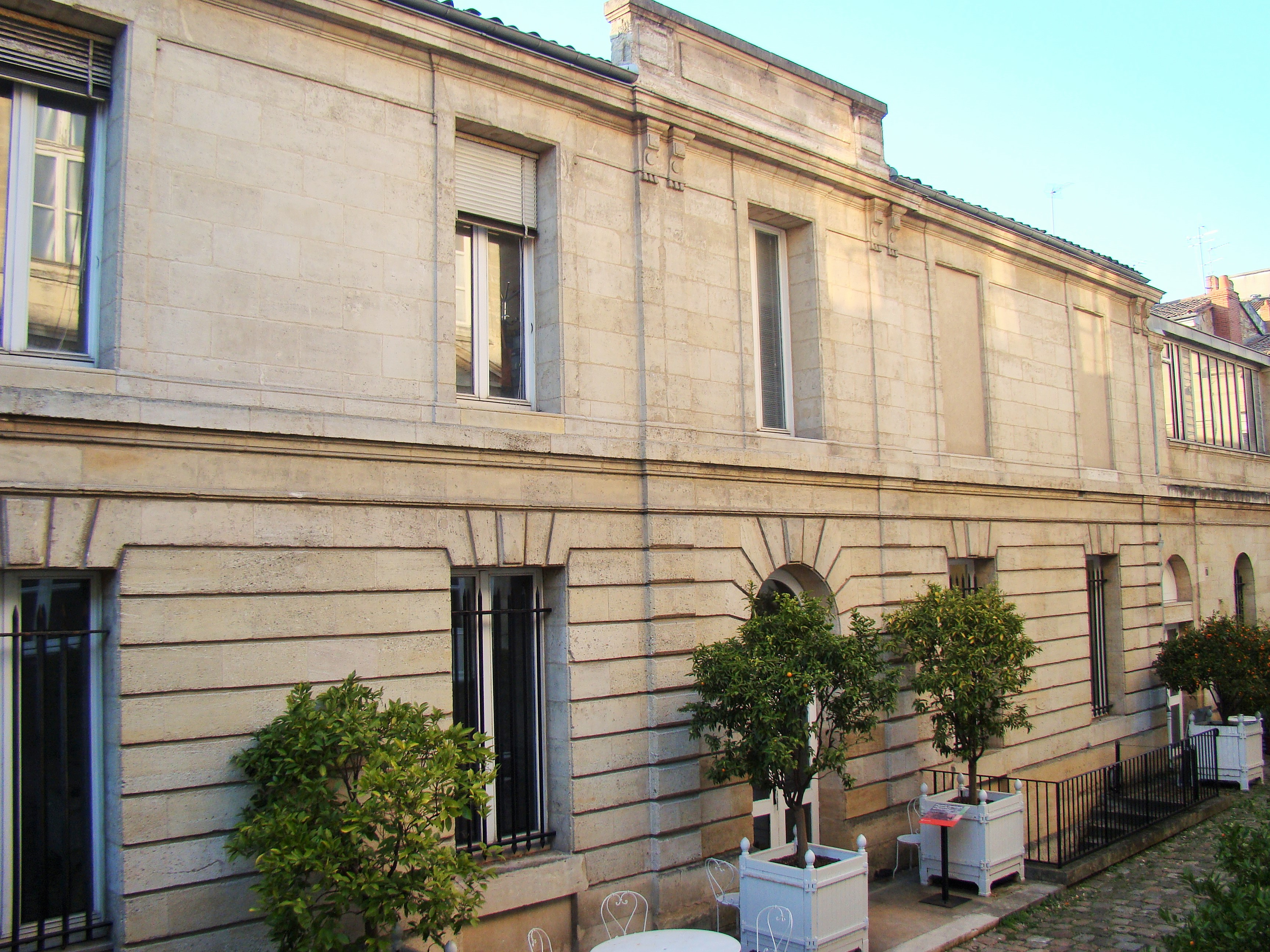
Façade de l'ancienne prison.
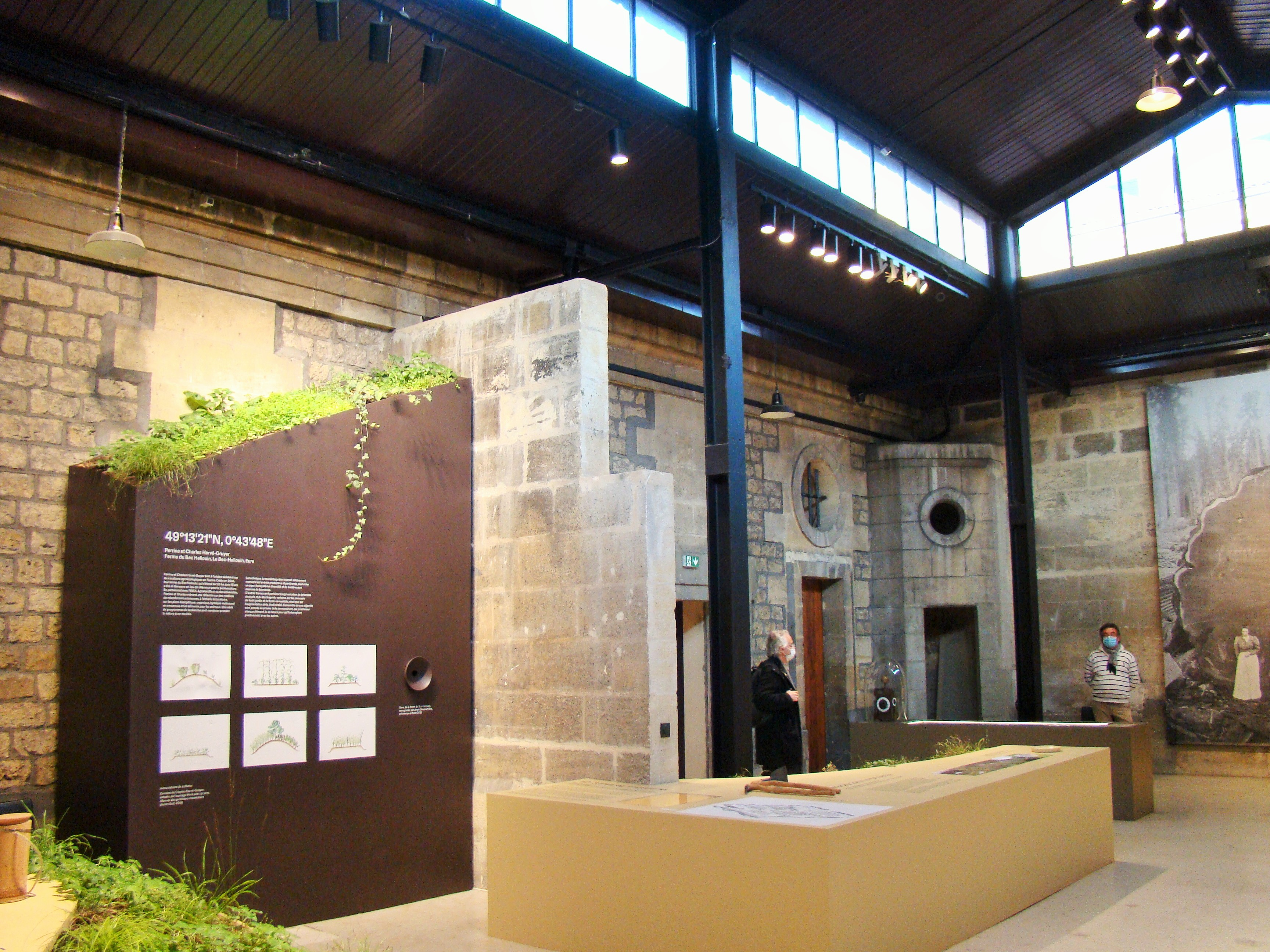
Cour intérieure, aujourd'hui couverte.

## Collections

### Legs et dons
- 1895 : legs Bonie
- 1945 : legs Georges Périé
- 1966 : collection Jeanvrot : objets relatifs à la dynastie des Bourbon au XIXe siècle, duchesse de Berry, duc de Bordeaux, etc., et souvenirs de la famille de colons en Guadeloupe, réuni par Raymond Jeanvrot[18]
- 1970 : don de Marcel Doumézy (faïence fine à Bordeaux au XIXe siècle)[19]
- 1936 : legs Cruse-Guestier (Georges Guestier et sa femme Marguerite née Cruse)[20]
- 1969 : legs d'André Lataillade
- 1978 : dation de céramique bordelaise du XVIIIe siècle[21]
- 1985 : legs de Pierre de Giovetti
- 2020 : legs Robert Coustet[22]

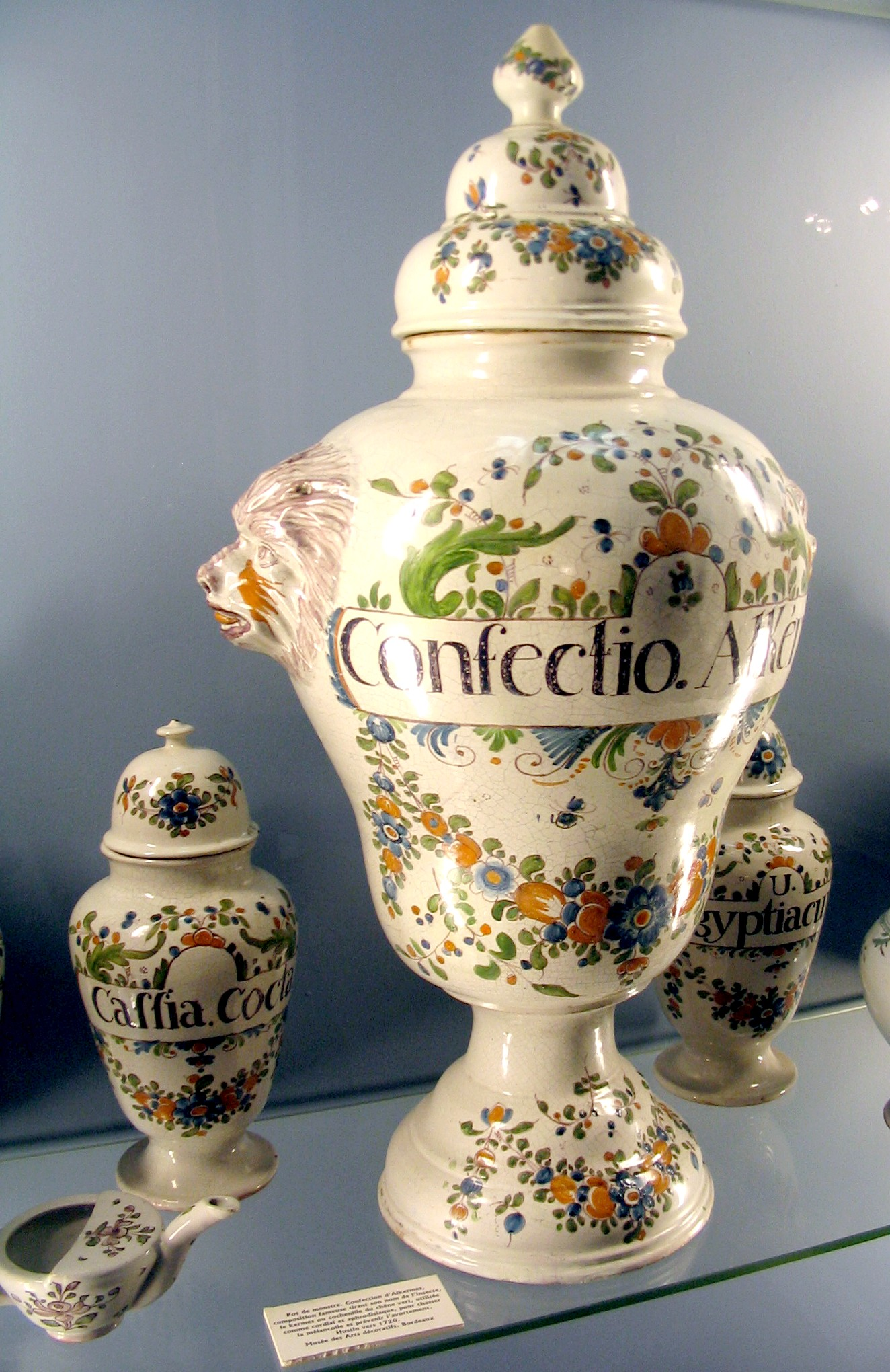
Pot à pharmacie en faïence de Bordeaux. Pot de monstre. Manufacture Hustin, vers 1720.
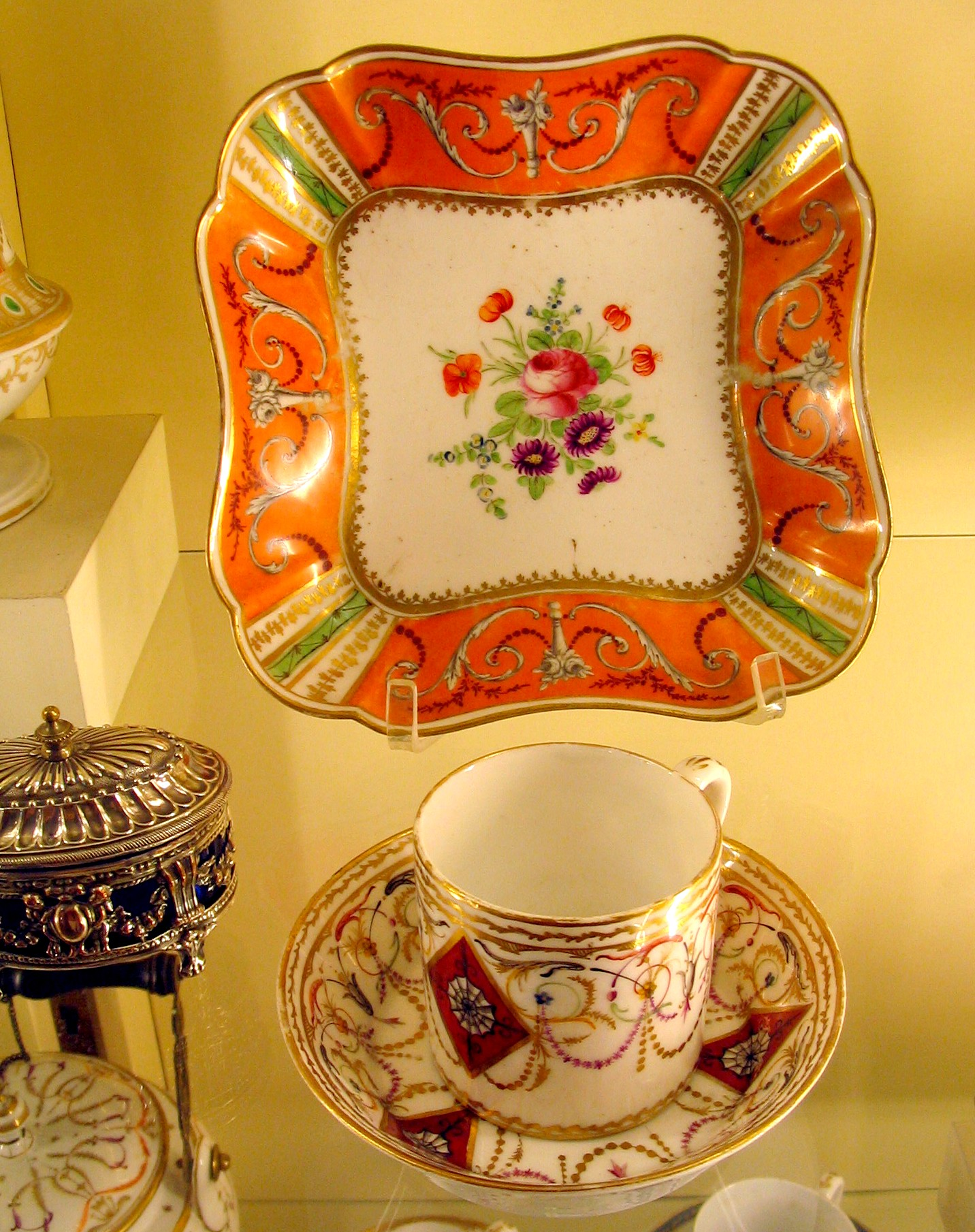
Coupe et tasse en porcelaine de Bordeaux, 1787-1790.
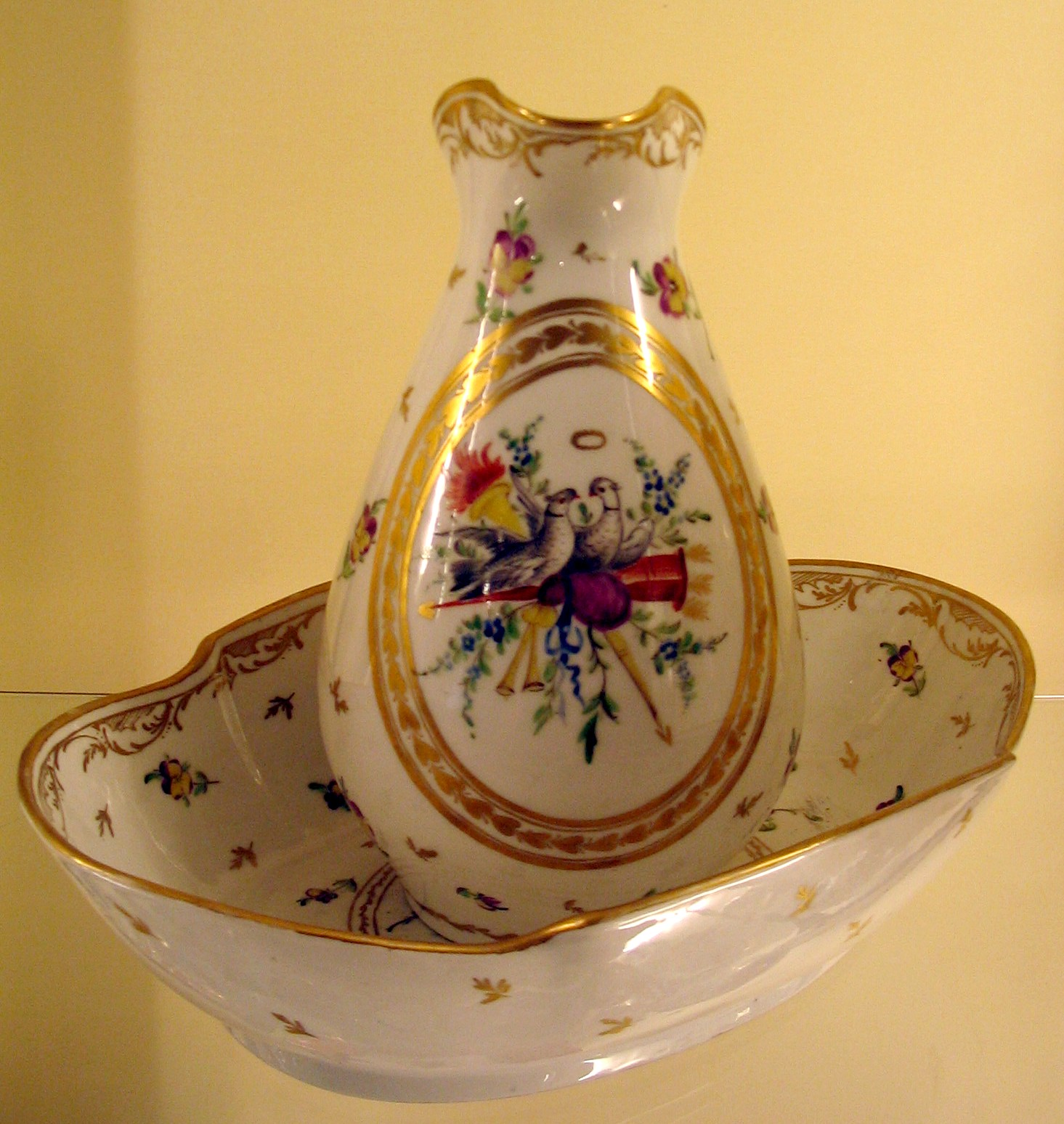
Coupe et pichet en porcelaine de Bordeaux, 1787-1790.
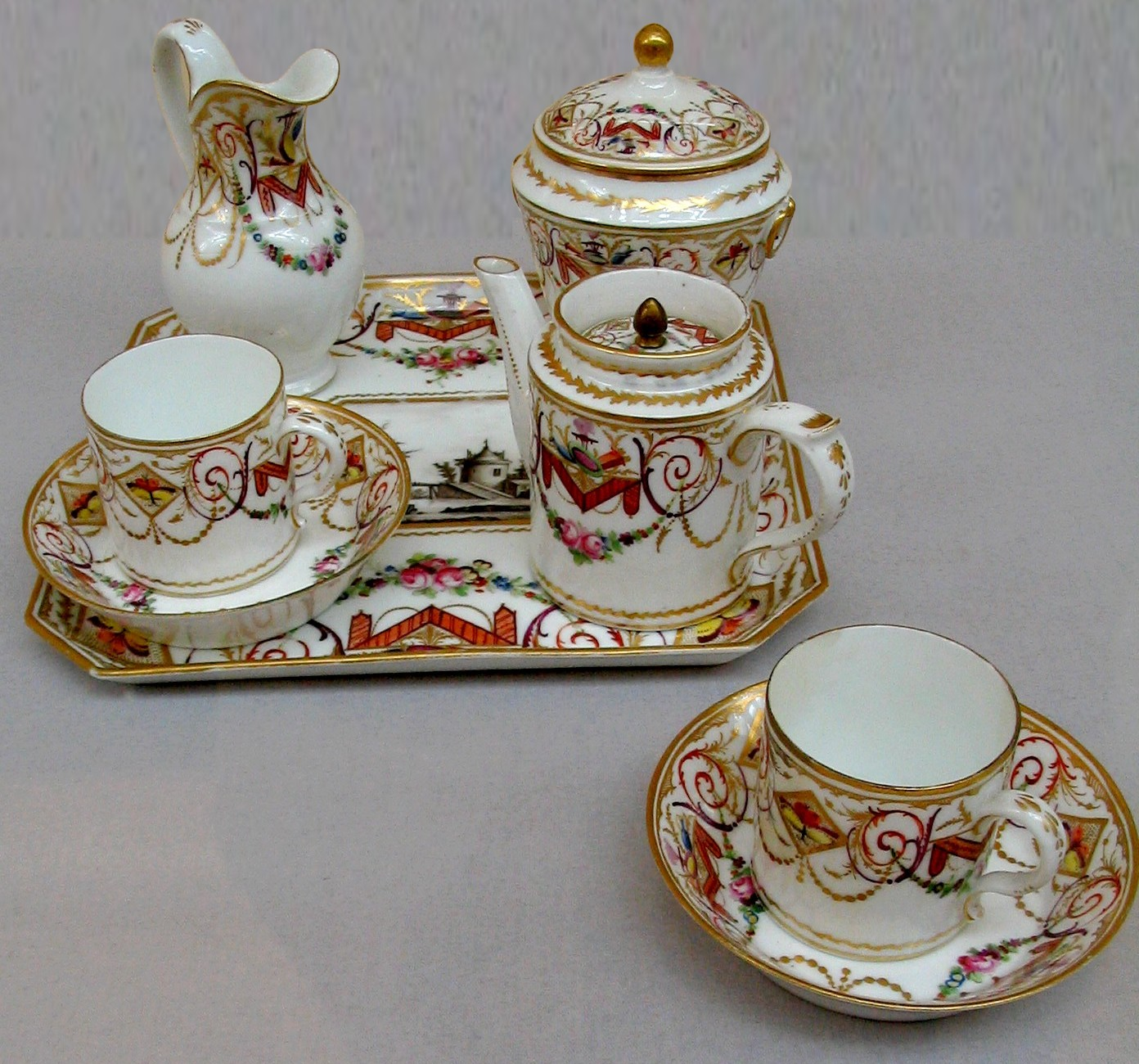
Service en porcelaine de Bordeaux, manufacture des Terres de Bordes, 1787-1790.

### Les céramiques maghrébines des legs Bonie (1895) et Périé (1945)
Georges Périé (Bordeaux, 1867-1945), avocat à la cour d’appel, élu adjoint au maire de Bordeaux de 1896 à 1900 et conseiller général de 1899 à 1919 fut un grand amateur d’art. Dans son catalogue se trouve une petite section intitulée « Arabie », regroupant des faïences marocaines. Quant au fonds Bonie, il a été constitué par un collectionneur bordelais pendant ses années à la poursuite d'Abdelkader avec les armées de Bugeaud jusqu'aux frontières du Maroc et de la Kabylie : faïences de Fès, nommées dans son inventaire manuscrit « poteries en terre émaillée de couleurs du Maroc », poteries algériennes citées à plusieurs reprises : « double-gargoulette, lampes, vases destinés à renfermer l’eau... en terre peinte fabriqués par des Kabyles » etc.
Les céramiques, provenant de ces deux legs, comprennent des pièces de deux types datant du XIXe siècle : faïences stannifères attribuées au centre de Fès et poteries berbères de Kabylie.

### Le legs Bonie

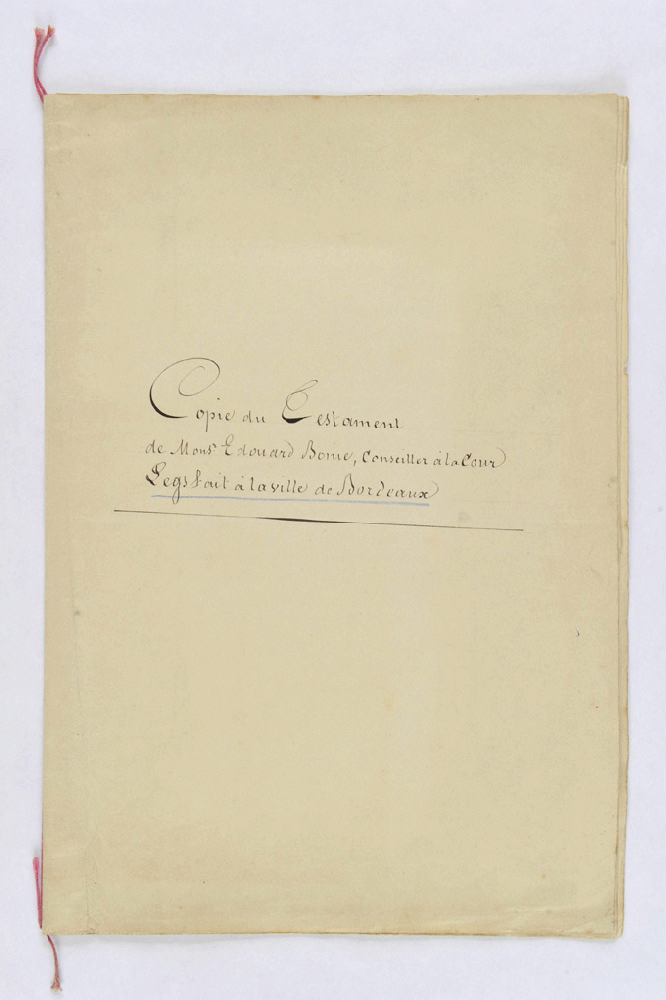
Copie du testament Bonie du 8 janvier 1885.

Édouard Bonie, né à Marseille le 26 novembre 1819 et mort à Bordeaux le 11 décembre 1894, est un avocat français, collectionneur. Il reçoit un héritage important à la mort de son père en 1874 puis de sa mère en 1876 qui lui permettent d'assouvir sa passion et d'aménager une maison-musée au 39, rue d'Albret, dont il fit don à la ville de Bordeaux par testament, legs accepté le 28 mai 1895.
Dans son testament rédigé le 8 janvier 1885, Édouard Bonie lègue à la ville sa maison et sa collection, à condition de ne pas les dissocier. Il propose son ouverture, payante, au public en limitant le nombre de visiteurs à six par jour. Il interdit l'installation du chauffage et toute reproduction de son œuvre et il demande l'affichage de son nom à l'angle des rues d'Albret et Dufau.
La ville accepte le legs le 28 mai 1895 et en prend possession le 1er août. Après un afflux de visiteurs et de curieux les premières années, la maison-musée est finalement abandonnée, les collections dispersées et la maison détruite en août 1983 par des travaux d'urbanisation... dans la rue des Frères-Bonie.

Sa collection est répartie entre trois musées, celui des Arts décoratifs et du Design, celui d'Aquitaine et celui des Beaux-Arts. Quelques éléments sont également conservés dans les salons de la mairie de la ville, au musée Jean-Moulin, aux archives municipales et au château du duc d'Épernon à Cadillac.

### La collection Jeanvrot
Le bordelais Raymond Jeanvrot (1884-1966) était un collectionneur passionné, avec une prédilection pour les derniers rois de France, les duchesses de Berry et d'Angoulême, le duc de Bordeaux, et leurs familles. Il conservait aussi les souvenirs de sa famille maternelle, les Roubeau, installés comme colons et planteurs en Guadeloupe au XVIIIe et XIXe siècles.
Composée de 18 000 œuvres (peintures, estampes et objets divers), la collection Jeanvrot entre finalement au musée des Arts décoratifs en deux temps : après une première partie vendue sous la forme d’une rente viagère à la Ville de Bordeaux en 1958, l’ensemble intègre définitivement le musée grâce au legs de 1966. Il faut toutefois attendre 1984, et le réaménagement du musée, pour que la collection Jeanvrot, jusque-là conservée en réserve, soit présentée au public.

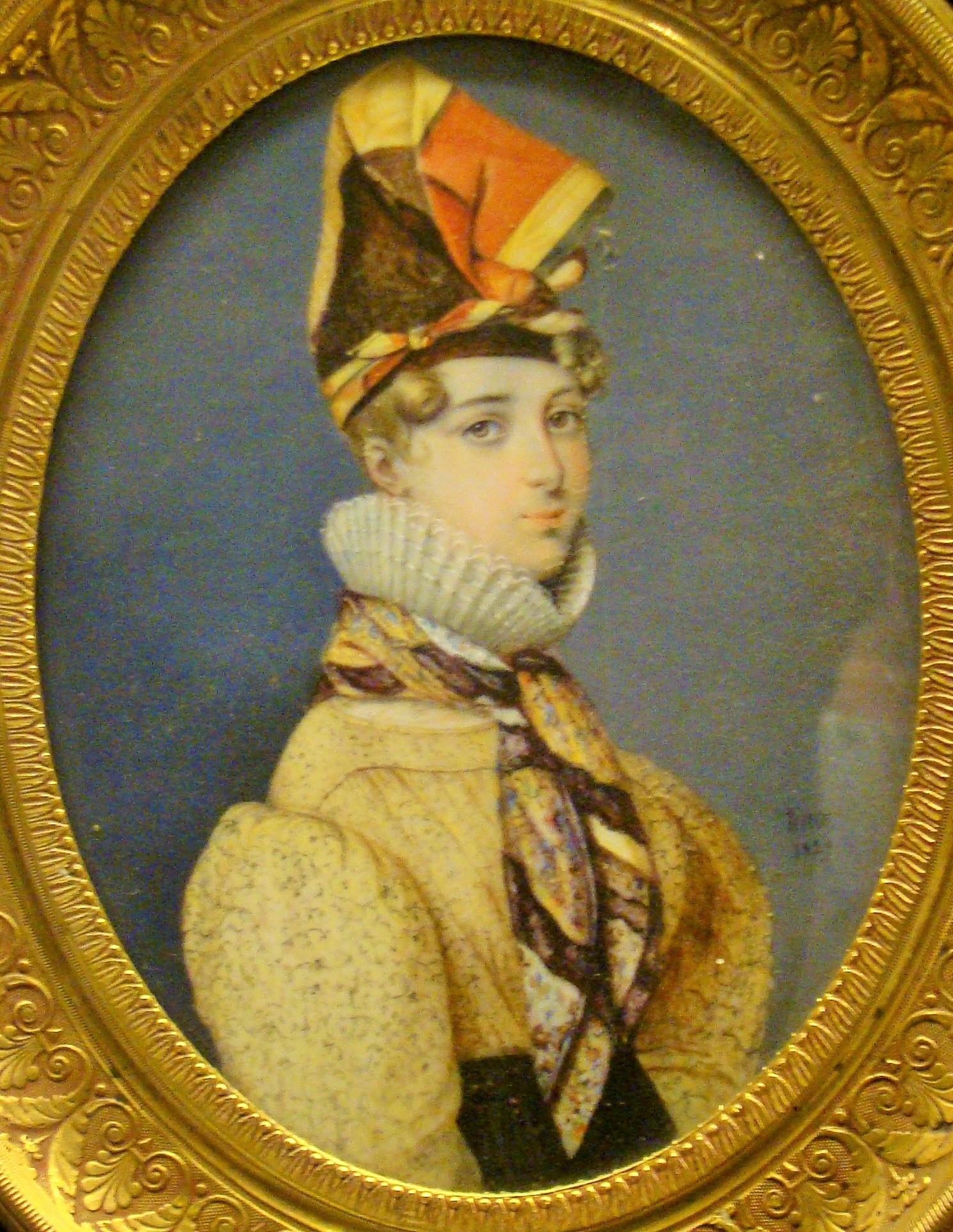
Grisette bordelaise coiffée du madras traditionnel des Antillaises, miniature de 1829.
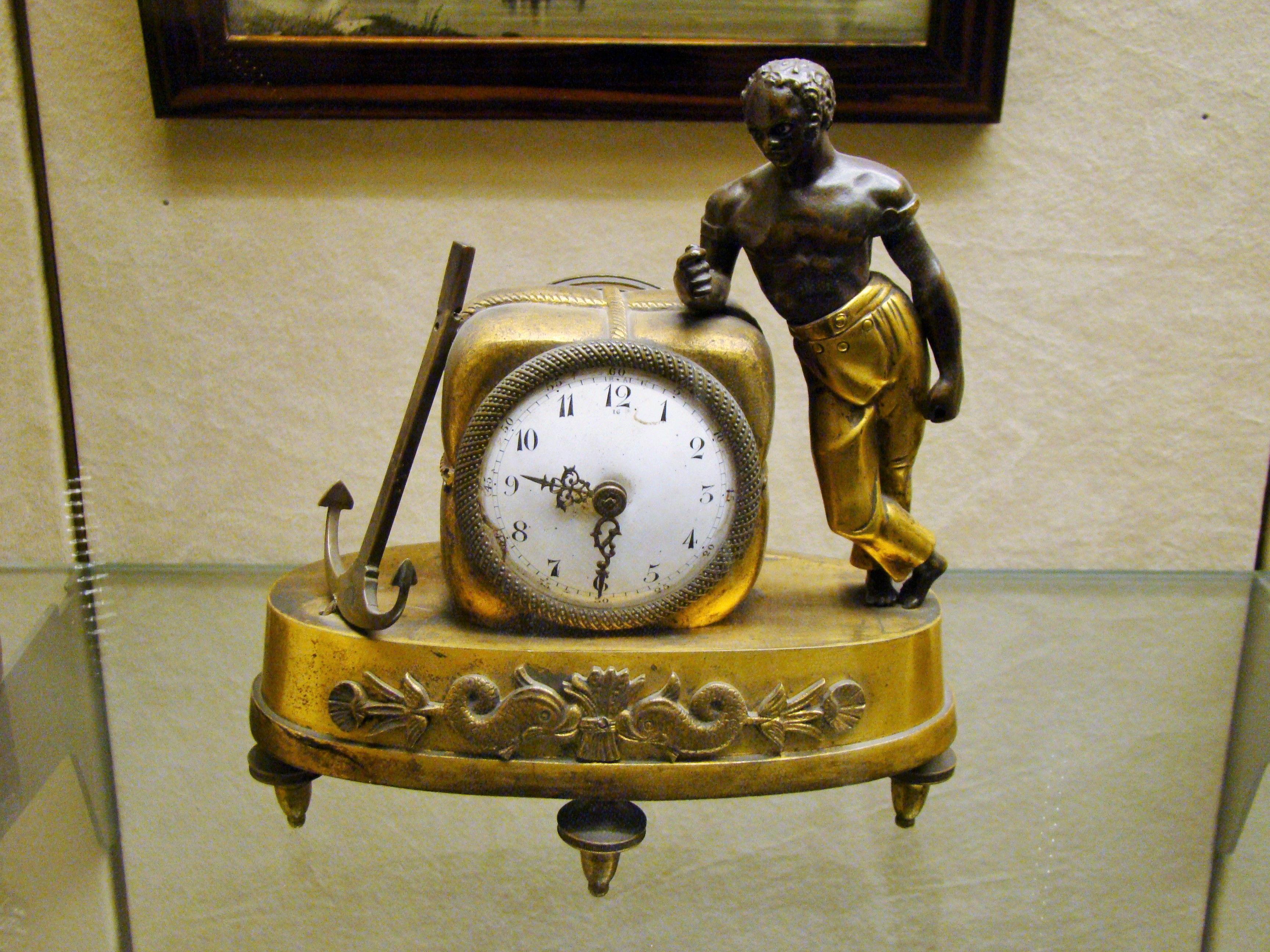
Horloge dite "au nègre".
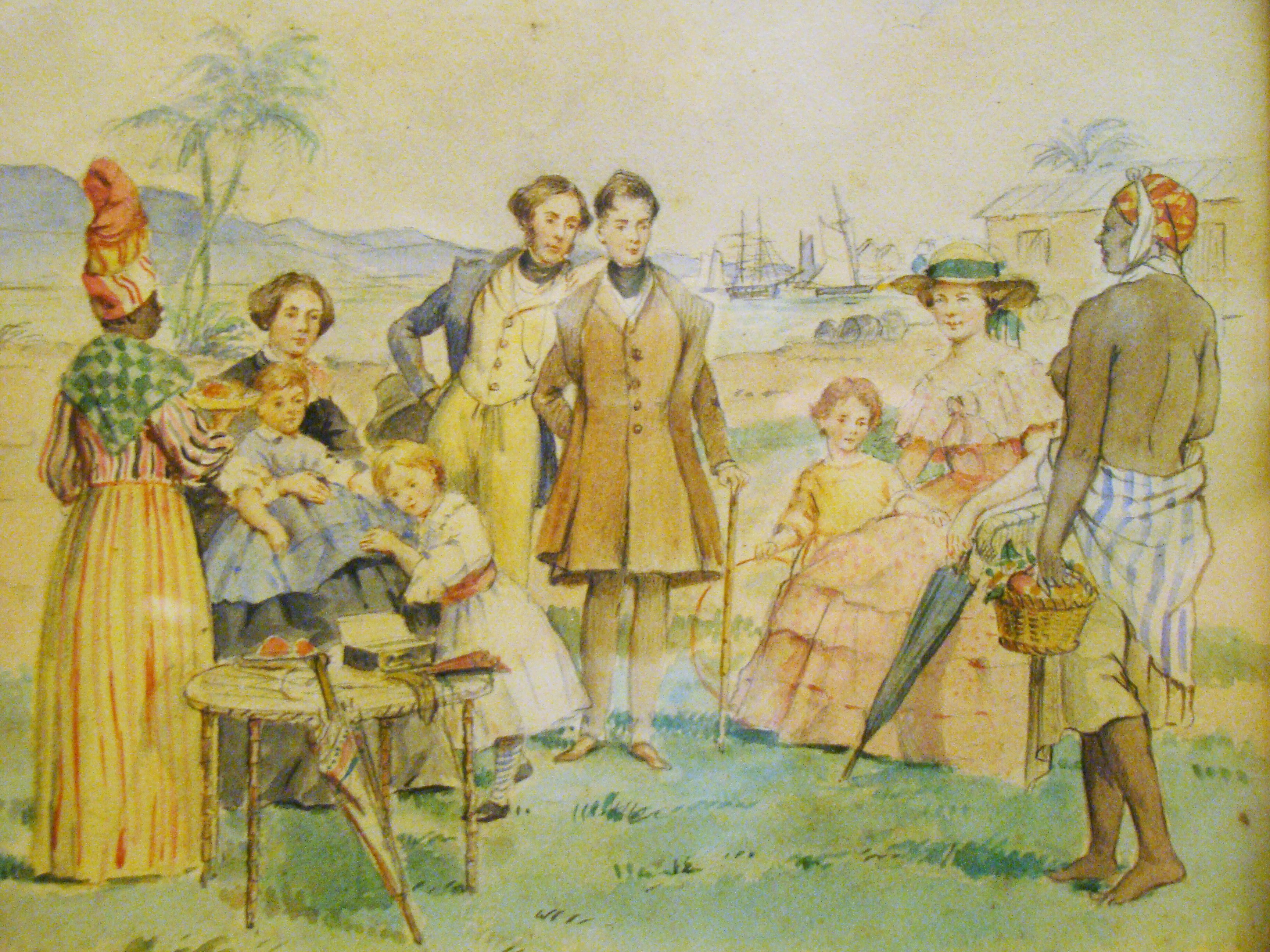
Scène de groupe en Guadeloupe, XIXe siècle.

## Principales expositions temporaires
Depuis 2017, les principales expositions temporaires ont lieu dans l'ancienne prison, à l'arrière de l'hôtel de Lalande :
- du 29 juin au 3 décembre 2017 : Oh Couleurs ! Le design au prisme de la couleur[28] ;
- du 26 avril au 7 octobre 2018 : Construction - Martin Szekely[29] ;
- du 21 juin 2019 au 5 janvier 2020 : Memphis - Plastic Field[30] ;
- du 20 juin 2020 au 7 mars 2021 : Playground - Le design des sneakers[31] ;
- du 14 juillet 2021 au 8 mai 2022 : Paysans designers, l'agriculture en mouvement[32].

## Galerie

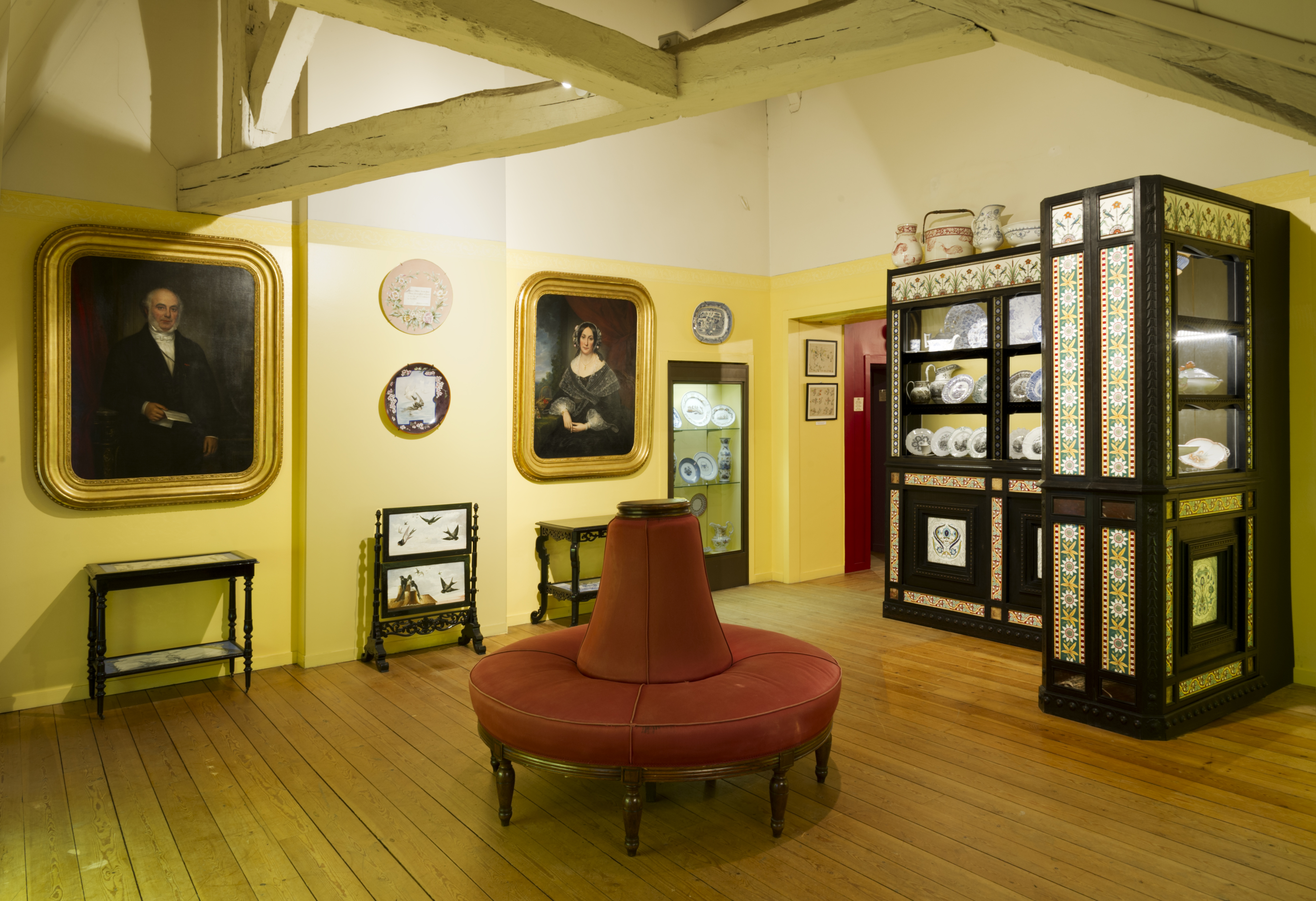
Salle Jules Vieillard.
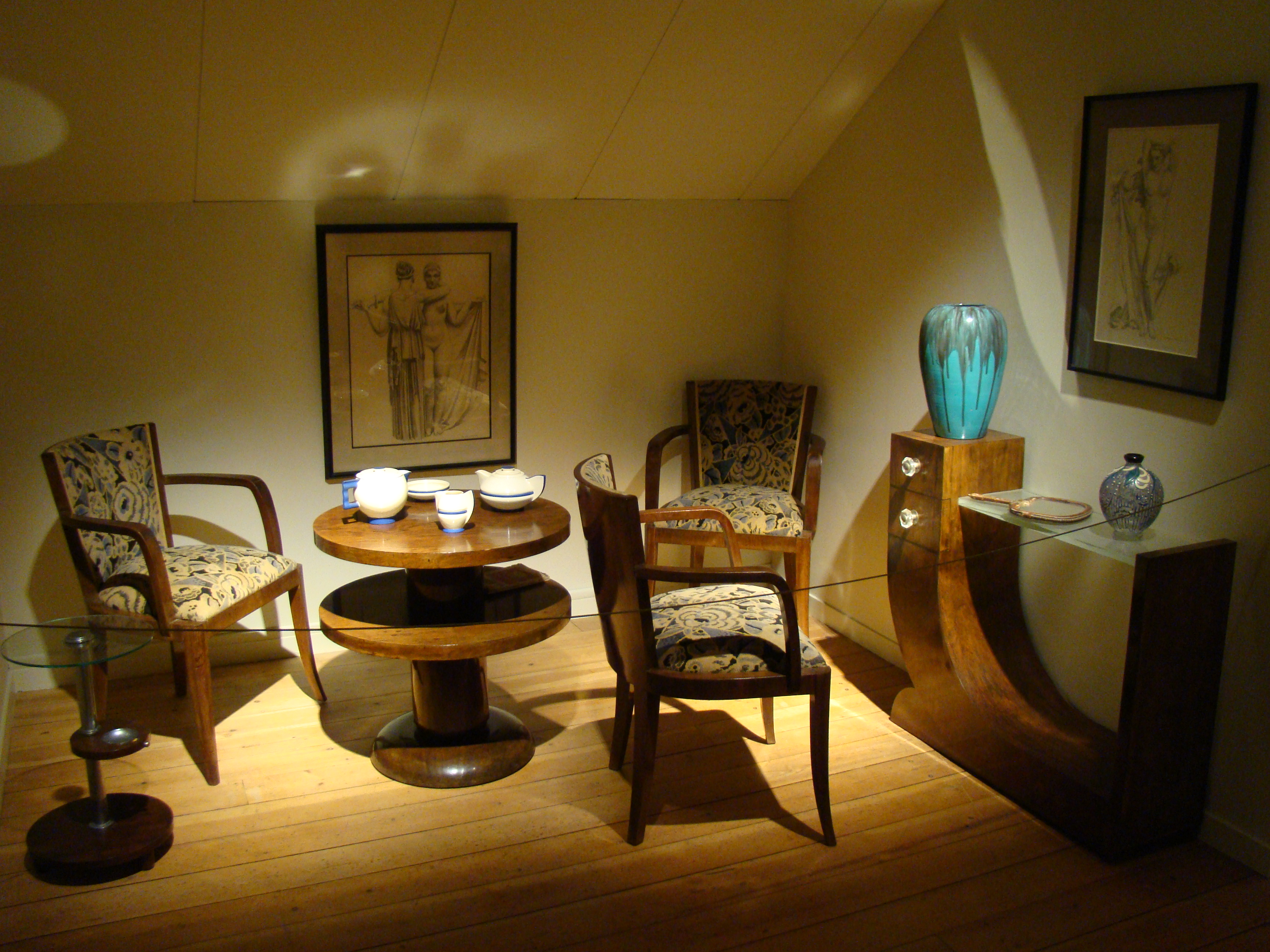
Petit salon Art déco (1930-1935).